# Epinannolene virgata
Epinannolene virgata är en mångfotingart som beskrevs av Loomis 1936. Epinannolene virgata ingår i släktet Epinannolene och familjen Epinannolenidae. Inga underarter finns listade i Catalogue of Life.